# Virgile Reset

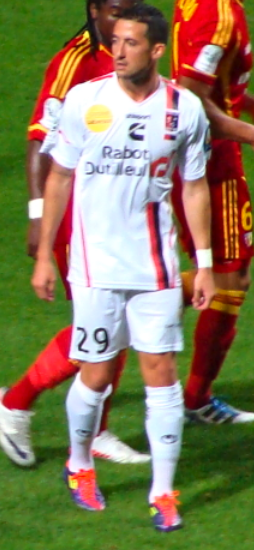
Virgile Reset, 2011

Virgile Reset (* 3. August 1985 in Les Lilas, Frankreich) ist ein französischer Fußballspieler. Zwischen Juli 2006 und 2009 spielt er beim Schweizer Pokalsieger und Aufsteiger FC Sion entweder auf der rechten oder linken Außenbahn. Bei einer Größe von 176 cm wiegt Reset 65 kg.

## Laufbahn
Vom 1. Juli 2003 bis zum 30. Juni 2006 spielte Reset beim französischen Erstligisten FC Lorient und erzielte dort in 43 Spielen 5 Tore. Im Juli 2006 wechselte er nach Sion, wo er in 12 Ligaspielen bereits zwei Mal traf (Stand: Dezember 2006). Im UEFA-Cup bestritt Reset beide Spiele in der 1. Runde gegen Bayer 04 Leverkusen, wobei er im Rückspiel in der BayArena in der 80. Minute nach wiederholtem Foulspiel des Feldes verwiesen wurde.
2009 kehrte Reset nach Frankreich zurück, wo er in zwei Jahren für den bretonischen Zweitligisten OC Vannes 67 Punktspiele bestritt, in denen ihm auch 13 Treffer gelangen. Seit Beginn der Saison 2011/12 steht er bei der US Boulogne unter Vertrag.